# Djoah
Djoah est un village du Cameroun situé dans le département du Djérem et la Région de l'Adamaoua. Il fait partie de la commune de Tibati.

## Population
En 1967, Djoah I comptait 35 habitants et Djoa II en comptait 57, principalement Gbaya. Lors du recensement de 2005, 2 427 personnes y ont été dénombrées.